# 喜多方プラザ文化センター

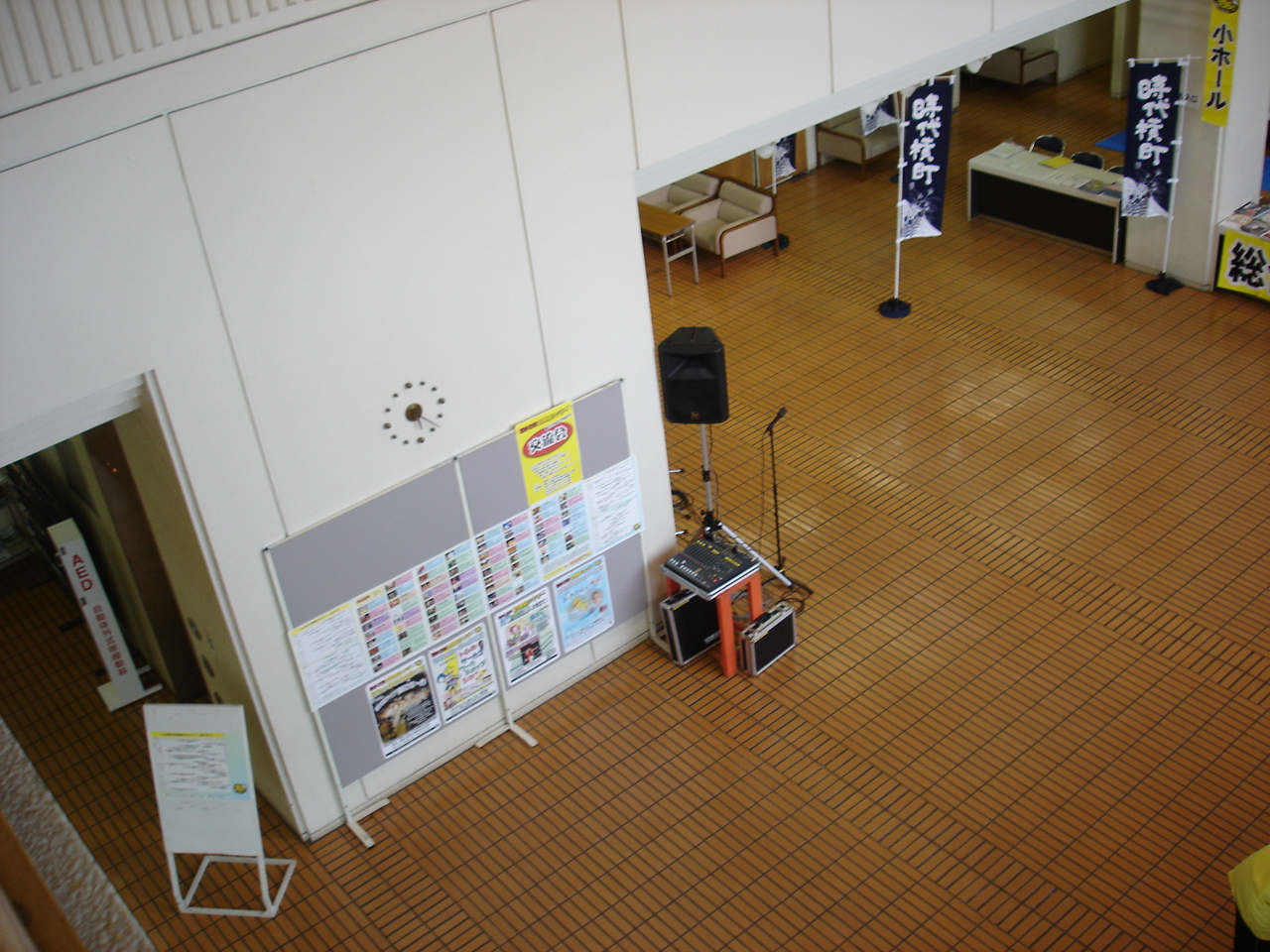
圏民ホールと呼ばれるロビー

喜多方プラザ文化センター（きたかたプラザぶんかセンター）は、福島県喜多方市にある多目的ホール。通称「喜多方プラザ」。

## 概要
自治省の田園都市整備構想により建設され、1983年11月3日開館した。
管理運営は、喜多方地方広域市町村圏組合により行われている。一部複合事務組合（構成市町村は、喜多方市・北塩原村・西会津町の3市町村）による共同管理である。
館内には、せせらぎホールと呼ばれる大ホール（999席）、小規模公演に利用可能な小ホール（移動席370席）、その他会議室があり、様々な行事に活用されている。
人口の少ない都市のホールでは、舞台機構操作を専門の業者に委託するケースが多いのに対し、喜多方プラザでは、少人数の専門職員が舞台技術ボランティアの育成を積極的に行い、市民参加によるホール運営を全国に先駆けて実施した。
このような取り組みが評価され、2006年には総務大臣賞を受賞している。

## アクセス
- JR磐越西線喜多方駅より1.5㎞。
- 敷地内に駐車場が135台分設けられており、車での来場も可能。

## 沿革
- 1983年11月3日 - 開館。
- 2010年10月1日～2011年5月9日 - 空調機器等を中心とした改修工事のため、一時閉館。
- 2020年4月22日～5月31日 - 新型コロナウイルス感染症拡大防止のため休館。
- 2022年11月5・6日 - 第48回将棋の日を当地で開催